# Clasificación sudamericana para la Copa Mundial de Rugby de 2027
La clasificación de Sudamérica Rugby para la Copa Mundial de Rugby es una serie de partidos internacionales disputados por las selecciones nacionales masculinas pertenecientes a la confederación sudamericana. Las eliminatorias comenzaron el 18 de agosto de 2024 y concluirán con la disputa del Sudamericano de Rugby en 2025. 
La región sudamericana cuenta con un cupo directo a la Copa Mundial de Rugby de 2027, un cupo al playoff Sudamérica-Pacífico y un cupo al repechaje mundial.

## Formato
En la Fase 1, Colombia, Costa Rica, Perú y Venezuela jugaron un torneo a eliminación directa que definió un campeón, el cual se enfrentó al 3.° clasificado de la Fase 2. El ganador de este único encuentro, jugado en la sede del equipo mejor posicionado en el ranking de World Rugby, clasificaría al Sudamericano 2025.
En la Fase 2, Brasil, Chile y Paraguay jugaron un torneo bajo el sistema de todos contra todos a una sola ronda. Los dos primeros clasificaron al Sudamericano 2025 de forma directa, mientras que el último clasificado jugó un repechaje contra el ganador de la Fase 1.

## Fase 1
- El ganador avanza al repechaje contra el 3.° de la Fase 2.

### Semifinales
| 25 de septiembre de 2024 | Perú | 15 - 27 | Venezuela | Estadio Cincuentenario, Medellín, Colombia |                              |
|                          |      | Reporte |           | Árbitro(s): Sergio Alvarenga               | Árbitro(s): Sergio Alvarenga |

| 25 de septiembre de 2024 | Colombia | 136 - 0 | Costa Rica | Estadio Cincuentenario, Medellín, Colombia |                          |
|                          |          | Reporte |            | Árbitro(s): Frank Méndez                   | Árbitro(s): Frank Méndez |

### Tercer puesto
| 29 de septiembre de 2024 | Perú | 44 - 0  | Costa Rica | Estadio Cincuentenario, Medellín, Colombia |                        |
|                          |      | Reporte |            | Árbitro(s): Luca Solda                     | Árbitro(s): Luca Solda |

### Final
| 29 de septiembre de 2024 | Colombia | 50 - 5  | Venezuela | Estadio Cincuentenario, Medellín, Colombia |                          |
|                          |          | Reporte |           | Árbitro(s): Cauã Ricardo                   | Árbitro(s): Cauã Ricardo |

## Fase 2
| Pos. | Equipo   | Encuentros | Encuentros | Encuentros | Encuentros | Tantos  | Tantos    | Tantos     | Puntos bonus | Puntos totales |
| Pos. | Equipo   | jugados    | ganados    | empatados  | perdidos   | a favor | en contra | diferencia | Puntos bonus | Puntos totales |
| ---- | -------- | ---------- | ---------- | ---------- | ---------- | ------- | --------- | ---------- | ------------ | -------------- |
| 1.°  | Chile    | 2          | 2          | 0          | 0          | 100     | 10        | +90        | 1            | 10             |
| 2.°  | Brasil   | 2          | 1          | 0          | 1          | 87      | 53        | +34        | 1            | 5              |
| 3.°  | Paraguay | 2          | 0          | 0          | 2          | 17      | 141       | -124       | 0            | 0              |

|  | Avanza a la ronda 4                         |
|  | Juega repechaje contra ganador de la Fase 1 |

| 18 de agosto de 2024                                    | Brasil | 77 - 17 | Paraguay | Estádio Nicolau Alayon, São Paulo |                          |
|                                                         |        | Reporte |          | Árbitro(s): Pablo Deluca          | Árbitro(s): Pablo Deluca |
| Mayor victoria de Brasil ante Paraguay en test matches. |        |         |          |                                   |                          |

| 28 de septiembre de 2024 | Chile | 64 - 0  | Paraguay | Estadio de La Pintana, Santiago de Chile |                                |
|                          |       | Reporte |          | Árbitro(s): Francisco González           | Árbitro(s): Francisco González |

| 5 de octubre de 2024 | Chile | 36 - 10 | Brasil | Estadio de La Pintana, Santiago de Chile |                                 |
|                      |       | Reporte |        | Árbitro(s): Nehuen Jauri Rivero          | Árbitro(s): Nehuen Jauri Rivero |

## Fase 3 (Repechaje)
Paraguay fue sede del partido de repechaje por ser el equipo mejor posicionado en el ranking de World Rugby.
| 16 de octubre de 2024 | Paraguay | 49 - 18 | Colombia | Estadio Héroes de Curupayty, Asunción |  |

## Fase 4 (Sudamericano de Rugby A 2025)
La última ronda de las eliminatorias se llevaran a cabo entre el 19 de julio y el 18 de octubre de 2025.
|  | Semifinales | Semifinales | Semifinales | Semifinales |  |  | Final            | Final            | Final            | Final            |  |
|  |             |             |             |             |  |  |                  |                  |                  |                  |  |
|  |             |             |             |             |  |  |                  |                  |                  |                  |  |
|  | Uruguay     | Uruguay     | 38          |             |  |  |                  |                  |                  |                  |  |
|  | Uruguay     | Uruguay     | 38          |             |  |  |                  |                  |                  |                  |  |
|  | Paraguay    | Paraguay    | 0           |             |  |  |                  |                  |                  |                  |  |
|  | Paraguay    | Paraguay    | 0           |             |  |  |                  |                  |                  |                  |  |
|  |             |             |             |             |  |  |                  |                  |                  |                  |  |
|  |             |             | Chile       |             |  |  |                  |                  |                  |                  |  |
|  | Chile       | Chile       | 35          | 35          |  |  |                  |                  |                  |                  |  |
|  | Chile       | Chile       | 35          | 35          |  |  |                  |                  |                  |                  |  |
|  | Brasil      | Brasil      | 21          | 20          |  |  | Final 3.º puesto | Final 3.º puesto | Final 3.º puesto | Final 3.º puesto |  |
|  | Brasil      | Brasil      | 21          | 20          |  |  | Final 3.º puesto | Final 3.º puesto | Final 3.º puesto | Final 3.º puesto |  |
|  |             |             |             |             |  |  |                  |                  |                  |                  |  |
|  |             |             |             |             |  |  |                  |                  |                  |                  |  |
|  |             |             |             |             |  |  |                  |                  |                  |                  |  |
|  |             |             |             |             |  |  | Brasil           |                  |                  |                  |  |
|  |             |             |             |             |  |  |                  |                  |                  |                  |  |
|  |             |             |             |             |  |  |                  |                  |                  |                  |  |

### Semifinales

#### Chile vs Brasil
| 19 de julio de 2025 | Brasil | 21 - 35 | Chile | Sao Paulo, Brasil |  |

| 26 de julio de 2025 | Chile | 35 - 20 | Brasil | Santiago, Chile |  |

- Chile clasifica a la final por un marcador global de 70 a 41 sobre Brasil.

#### Uruguay vs Paraguay
| 26 de julio de 2025 | Paraguay | 0 - 38 | Uruguay | Asunción, Paraguay |  |

| 23 de agosto de 2025 | Uruguay | vs. | Paraguay | Montevideo, Uruguay |  |

### Tercer puesto
- La definición se disputa a partido de ida y vuelta, en donde el de mejor ranking finaliza de local, el ganador del marcador global clasifica al repechaje mundial.

| 11 de octubre de 2025 | Perdedor Semifinal 1 | vs. | Perdedor Semifinal 2 |  |  |

| 18 de octubre de 2025 | Perdedor Semifinal 2 | vs. | Perdedor Semifinal 1 |  |  |

### Final
- La final se disputa a partido de ida y vuelta, en donde el de mejor ranking finaliza de local, el ganador del marcador global clasifica a la Copa Mundial de Rugby de 2027 y el perdedor obtiene un cupo al playoff Sudamérica-Pacífico.

| 30 de agosto de 2025 | Ganador Semifinal 1 | vs. | Ganador Semifinal 2 |  |  |

| 6 de septiembre de 2025 | Ganador Semifinal 2 | vs. | Ganador Semifinal 1 |  |  |